# Merckle
Die Merckle GmbH ist ein deutscher Pharmahersteller mit Sitz in Blaubeuren. Das seit 2010 zum israelischen Teva-Konzern gehörende Unternehmen verfügt über Produktionsstandorte in Ulm und Blaubeuren.

## Geschichte
Das Unternehmen entstand 1881 in Aussig (Böhmen), heute Tschechien, als Chemikaliengroßhandel und wurde nach der Enteignung nach dem Zweiten Weltkrieg im schwäbischen Blaubeuren von Ludwig Merckle als chemisch-pharmazeutische Fabrik neu gegründet und erhielt den Firmennamen L. Merckle u. Co. GmbH. 1967 übernahm sein Sohn Adolf Merckle die Geschäftsführung und gründete 1973 das Unternehmen Ratiopharm, zunächst als Tochtergesellschaft der Merckle GmbH.
Im Jahr 2004 wurde die Merckle Biotec GmbH für biopharmazeutische Wirkstoffe als Tochterunternehmen gegründet. 2005 wurden die Originalpräparate der Merckle GmbH wie Dolobene und Mirfulan an die Recordati Pharma GmbH verkauft.
Von 2005 bis 2010 agierte das Unternehmen als Teil der Ratiopharm-Gruppe. Seit 2010 gehört es zusammen mit Ratiopharm zu Teva Pharmaceutical Industries.

## Geschäftsführung
Die Geschäftsführung der Merckle GmbH besteht aus fünf gleich stimmberechtigten Geschäftsführern.

Diese sind (Stand Ende 2020):
- Christoph Stoller (Cluster GM Germany und Austria)
- Andreas Martin Burkhardt (Senior Director Generics Germany)
- Niels Walch (SVP HR Europe)
- Thomas Schlenker (Regional Finance Director DE und AU)
- (Site General Manager)